# Deil

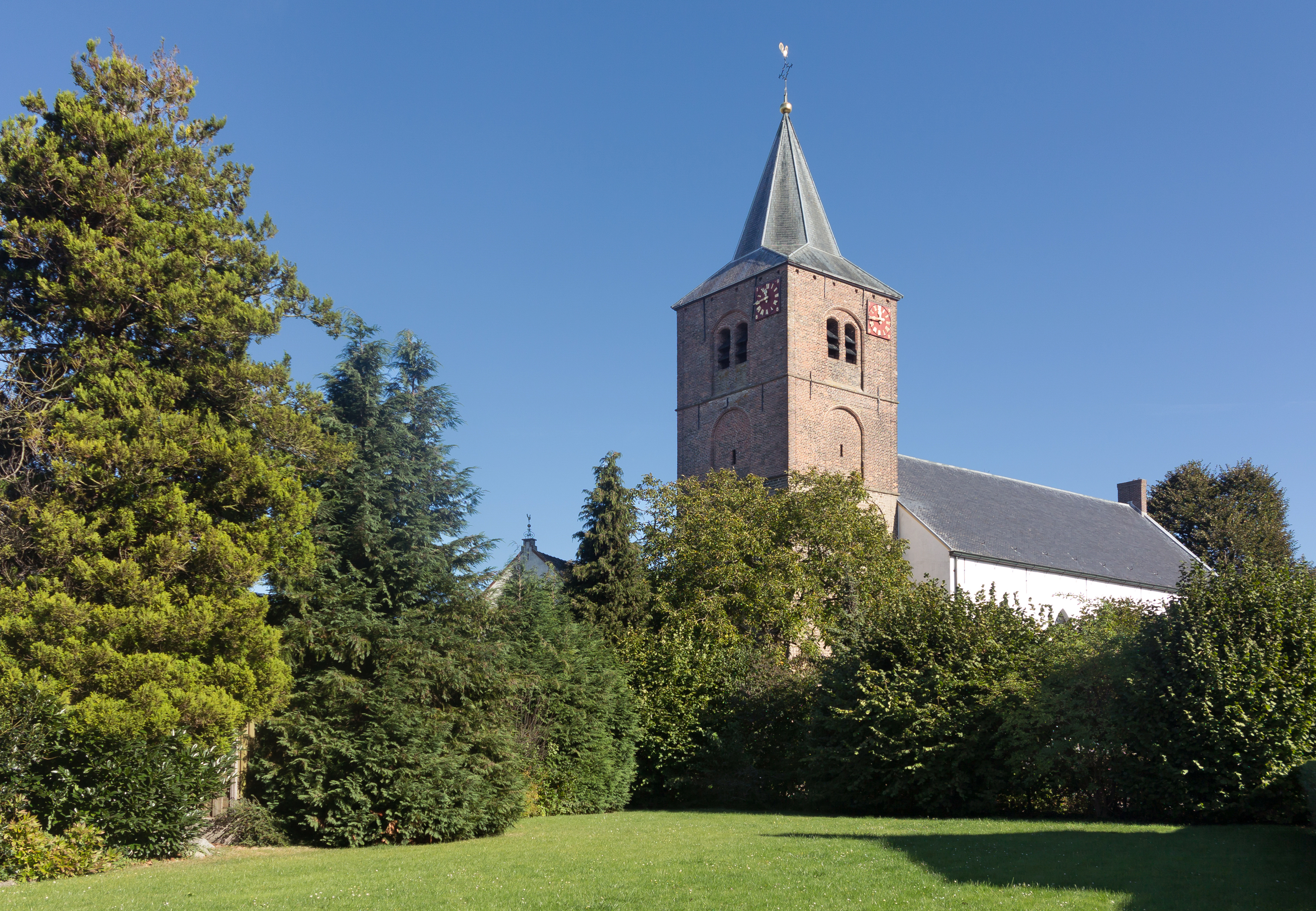
Deil, l'église protestante

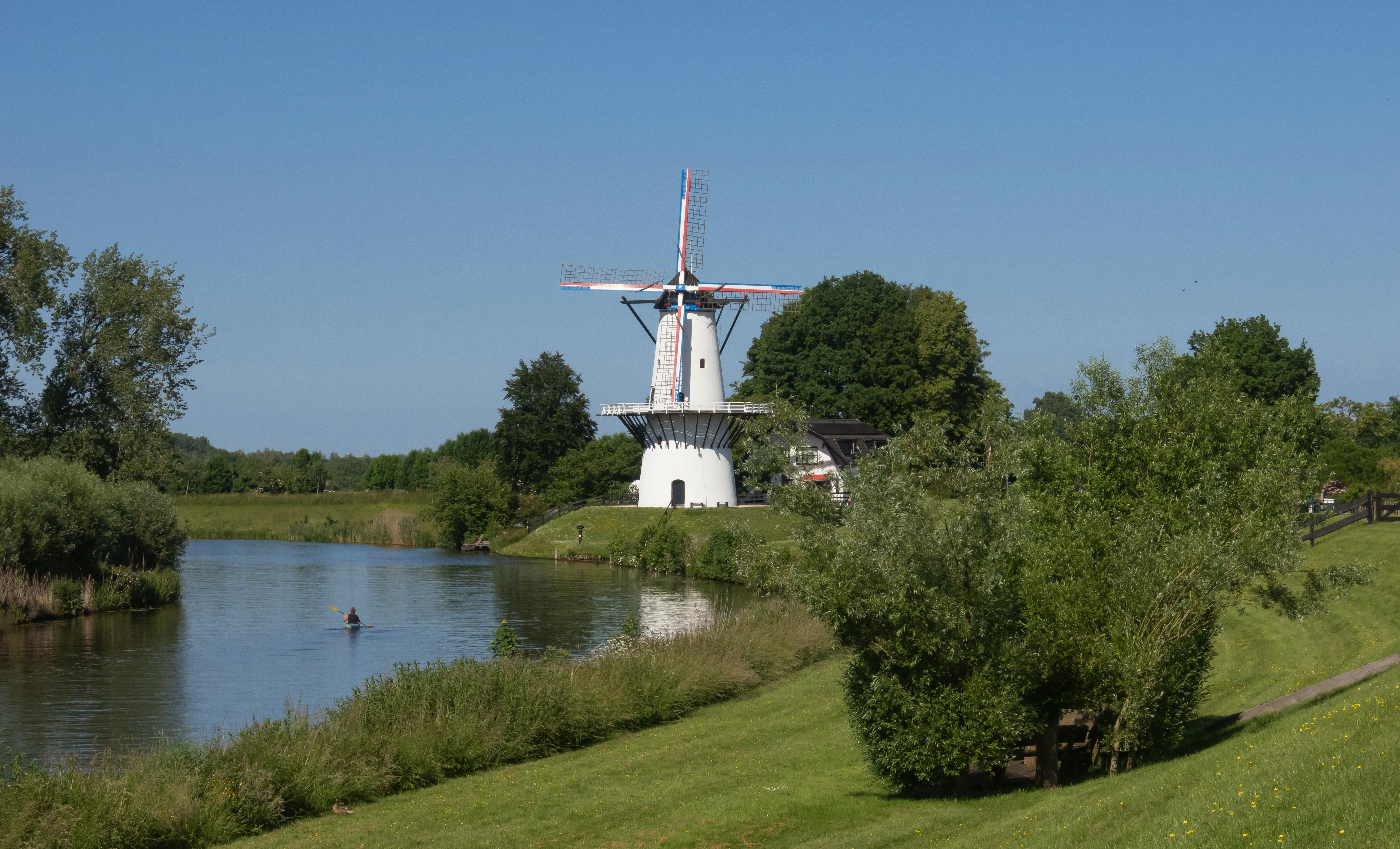
Deil, le moulin: molen de Vlinder

Deil est un village appartenant à la commune néerlandaise de West Betuwe, dans la province de Gueldre. Le 1er janvier 2006, le village comptait 2 150 habitants.
Deil a constitué une commune indépendante jusqu'au 1er janvier 1978, date de son rattachement à Geldermalsen.